# Lučac
Lučac (Lucaz, Luzaz, suburbium S. Dominici, povijesno predgrađe na istočnoj strani starog Splita, danas u sastavu gradskog kotara Lučac-Manuš. Središnja ulica Lučca je Radunica, poznata po staroj pučkoj arhitekturi i proslavi Dani Radunice.

## Etimologija
Današnje ime tog predjela u Splitu je prijevod romanskog naziva. U prošlosti se to područje nazivalo Arcutium ili Arcuzum. U pisanim izvorima zapisano je da je 1226. godine Splićanka Rada zavjestila samostanu sv. Stjepana jednu zemlju "koja je kraj lukova" (iuxta arcos), a 1250. godine Marija, žena Gaudijeva, ostavila je kanonicima crkve Sv. Dujma jednu zemlju "kod lukova" (ad arcus).

## Opis
Po katastru parcela i nekretnina iz 1832. Lučac je bio težačko naselje. Stanovnici, težaci, obrađivali su ogromne posjede po Splitskom polju, uglavnom u svojstvu kolona. Prema Splitskom Kažiputu iz 1913. grad se dijelio u 10 okružja, od kojih je jedan bio Lučac. Prostirao se od Realke do Koludrica i od Sv. Petra do Gripa čak tri: Sveti Roko (Realka, Rokova i pobočne ulice i Gripe), Trumbućac (od Sv. Petra uz Radunicu do Kuzmića ulice i od Dupjančića dvori do Vinarice) te Vrh Lučca (Vinarica, Koludrice sve do Vrzova doca ispod Gripa), a glavari svih odsjeka su bili štovani težaci. Okružje Lučac imalo je 419 kuća i 726 ljudi. Splitski almanah i adresar iz 1925. navodi da Lučac na površini od 0,33 km2 ima 389 kuća i 4322 stanovnika u 32 ulice. Teško stradao u nepotrebnim savezničkim bombardiranjima Splita. Poslijeratna urbanizacija, industrijalizacija i širenje trgovine dovodi mnoštvo radnika u Lučac. Biološkim izumiranjem težaka poljodjelstvo je izgubilo na važnosti.

## U znanosti i umjetnosti
Srednjovjekovnom Lučcu posvećeni su i bave se brojni zapisi, znanstveni radovi, osvrti, knjige, pjesme, snimane su reportaže i razne TV emisije.

## Zaštita
1970. godine izrađen je elaborat o urbanističkoj cjelini Lučca radi njegove zaštite kao neke vrste kulturne baštine grada. Godine 1975. u okviru Provedbenog plana Splitskog poluotoka predstavljena je i konzervatorska dokumentacija o Lučcu, ali projekt nije realiziran.